# 소에다 다카시
소에다 다카시(일본어: 添田 隆司, 1993년 3월 15일 ~ )는 일본의 전 축구 선수이다.

## 구단 경력
그는 2015년부터 2017년까지 J리그의 후지에다 MYFC에서 활동하였다.